# Lepilemur hubbardorum
Lepilemur hubbardorum (лат.) — вид лемуров из семейства Лепилемуровые. Эндемик Мадагаскара.

## Классификация
Изначально вид был назван Lepilemur hubbardi, впоследствии видовое название было изменено на Lepilemur hubbardorum.

## Описание
Относительно крупный лепилемур весом около 1 кг. Шерсть красновато-коричневая, серая и белая. Морда серовато-коричневая, макушка красновато-коричневая. Шерсть на шее более светлого оттенка, что создаёт впечатление «воротника». Спина красновато-коричневая, книзу более светлая. Шерсть на брюхе белая, на хвосте с красноватым оттенком. Общая длина от 51 до 59 см, при этом хвост составляет от 23 до 25 см.

## Распространение
Встречается в юго-западной части Мадагаскара в провинции Тулиара, где известно несколько популяций из национального парка Зумбице. Предпочитает сухие листопадные леса.

## Статус популяции
Международный союз охраны природы присвоил этому виду охранный статус «В опасности» (англ. Endangered), основную опасность виду представляет уничтожение среды обитания.